# Johanneskerk (Utrecht)
De Johanneskerk, ook bekend als het Johannescentrum, is een protestants kerkgebouw in de wijk Overvecht (Moezeldreef 400) in de Nederlandse stad Utrecht. De kerk is gewijd aan de evangelist Johannes. 

## Geschiedenis
Met de bouw van de wijk Overvecht in de jaren zestig, waren ook protestantse kerken opgericht. Hiervoor werd architect L.J. Linssen aangetrokken. Het gebouw werd ontworpen naar de protestantse richtlijnen zoals die in 1954 waren vastgesteld. Zo moest de kerkruimte eenheid uitstralen, zonder doophekken of zuilengalerijen. Ook mochten de ramen niet tot de grond reiken waardoor men door de buitenwereld kon worden afgeleid, maar de ramen mochten ook geen dramatische lichtval geven. Het resultaat was een zeer sobere ruimte. Daardoor komen de belangrijkste zaken in de kerk sterker naar voren toe, namelijk het doopvont, de avondmaaltafel en het preekgestoelte. De bouw ving aan in 1965 en in 1966 werd de kerk in gebruik genomen.

## Gedeeld gebruik
Tussen de Nederlands Hervormde Kerk en de Gereformeerde Kerken in Nederland was in de tijd van de bouw al een grote mate van samenwerking. In Overvecht-Zuid besloot men dus ook een gezamenlijke kerk te bouwen. De kerkzaal werd gemeenschappelijk gebruikt, echter beide kerkgenootschappen hadden wel elk hun eigen wijkcentrum: De Hervormden links van de ingang en de Gereformeerden rechts van de ingang. ook hadden ze elk hun eigen diensten. Het reliëf op de gevel, een adelaar, is ontworpen door acteur Carol Linssen, zoon van de architect.
In 1984 sloot de naburige katholieke Emmaüskerk de deuren. Zij konden vanaf toen maandelijks gebruikmaken van de Johanneskerk. Zij namen ook een aantal voorwerpen mee die nog steeds in de kerk te vinden zijn, zoals het tabernakel, een kruisbeeld en een doopvont.
In 2004 fuseerden de hervormden en de gereformeerden definitief in de Protestantse Kerk in Nederland. Formeel werd daarmee de scheiding tussen deze twee kerken opgeheven. In datzelfde jaar fuseerden de katholieke parochies in Overvecht tot de Sint-Rafaëlparochie. De katholieken hoefden dus niet meer in de Johanneskerk te kerken. Daar werd echter al een aantal jaar geëxperimenteerd met gezamenlijke vieringen: gereformeerd, hervormd én katholiek. Binnen de Protestantse Gemeente Utrecht heeft deze kerk daardoor een eigen oecumenische signatuur.